# Grindu - Valea Măcrișului
Grindu - Valea Măcrișului este o arie protejată (arie de protecție specială avifaunistică — SPA) din România întinsă pe o suprafață de 3.243,1 ha, integral pe uscat.

## Localizare
Situl se întinde pe teritoriile administrative ale comunelor Grindu și Valea Măcrișului din județul Ialomița. Centrul sitului Grindu - Valea Măcrișului este situat la coordonatele 44°45′49″N 26°52′12″E / 44.763542°N 26.870044°E.

## Înființare
Situl Grindu - Valea Măcrișului (ROSPA0118) a fost declarat arie de protecție specială avifaunistică în octombrie 2011 pentru a proteja 6 specii de animale.

## Biodiversitate
Situată în ecoregiunea de stepă, aria protejată nu include niciun habitat protejat.
La baza desemnării sitului se află mai multe specii protejate de  păsări (6): fâsă de câmp (Anthus campestris), dumbrăveancă (Coracias garrulus), presură de grădină (Emberiza hortulana), vânturel de seară (Falco vespertinus), sfrânciocul cu frunte neagră (Lanius minor) și ciocârlie de bărăgan (Melanocorypha calandra).